# Центральний житловий район (Луцьк)
Центральний — найбільший житловий район у Луцьку. З півночі обмежений магістральною вулицею Ківерцівською, із заходу і півдня — річкою Стир, зі сходу — залізничною колією.

## Історія
Давнє передмістя, яке утворилось на межі XIV—XV століть між двома рукавами Стиру — Жидовинкою і Глушцем. Далі територія району була в основному забудована в XIX—XX століттях. До міста були приєднані колишні околиці Завалля і Фельдшерівка, села Дворець, Воличка над Глушцем, Воличка Підлуцька, Яровиця, хутір Варварівка.

## Інфраструктура
- Луцька міська рада
- Прокуратура Волинської області[1]
- Центр надання адміністративних послуг у місті Луцьку
- Волинський обласний академічний музично-драматичний театр імені Тараса Шевченка[2]
- Волинський національний університет імені Лесі Українки[3]
- Музей українського війська та військової техніки
- Музей Волинської ікони[4]
- Волинський краєзнавчий музей[5]